# Nilüfer Göle
Nilüfer Göle, née le 3 octobre 1953 à Ankara, est une sociologue franco-turque, directrice d'études au Centre d'études sociologiques et politiques Raymond Aron (CESPRA) de l'École des hautes études en sciences sociales (EHESS).

## Biographie
Son père, Turgut Göle, a été député de la province de Kars pour le Parti républicain du peuple, son oncle Ali Hüsrev Bozer (1925-) a été ministre ou député à diverses reprises entre 1981 et 1990 pour le Parti de la démocratie nationaliste (en) et pour le Parti de la mère patrie, notamment des Affaires étrangères en 1990, pendant la Première guerre du Golfe. Son grand-père, Mustafa Fevzi Bozer (1857-1953), a été président de la Cour de cassation en 1950-1952. 
Nilüfer Göle est l'épouse de l'économiste Asaf Savaş Akat et la sœur de Celal Göle (né en 1948), doyen de la Faculté de science politique de l'Université d'Ankara de 1993 à 2012.

## Carrière académique
Diplômée de l'Université technique du Moyen-Orient, elle a présenté sa thèse de doctorat en 1982 à l'EHESS sous la direction d'Alain Touraine, sous le titre Ingénieurs en Turquie : avant-garde révolutionnaire ou élite modernisatrice. Elle a été professeure à l'Université du Bosphore d'Istanbul de 1986 à 2001.
Elle donne des cours à l'EHESS sur « L'Islam public européen » et les « Modernités non occidentales : la Turquie et le Japon »,. Son domaine de recherche est le mouvement politique des femmes musulmanes éduquées et urbanisées contemporaines,,.
Elle mène en 2009 une étude de terrain de 4 ans dans le cadre du projet de recherche intitulé « Europublicislam », financé par le Conseil européen de la recherche.
En 2017 elle devient Membre du Conseil Scientifique de la Fondation Maison des sciences de l’homme.

## Publications
- Ingénieurs en Turquie : avant-garde révolutionnaire ou élite modernisatrice, thèse de 3e cycle, E.H.E.S.S., Paris, 1982
- The Forbidden Modern: Civilization and Veiling, University of Michigan Press (collection Critical perspectives on women and gender), 1996, 173 p.  (ISBN 9780472066308)
- Musulmanes et modernes: voile et civilisation en Turquie, éditions La Découverte, 2003, 189 p.  (ISBN 9782707140678)
- Interpénétrations: L’Islam et l’Europe, Galaade éditions, 2005, 157 p.  (ISBN 9782351760048)
- Europe and Islam : The lure of fundamentalism and the allure of cosmopolitanism, sous la dir. de Marcus Weiner, Princeton, 2010 (traduction d'Interpénétrations : l’Islam et l’Europe)
- « Turkish delight in Vienna : Art, Islam, and european public culture », Cultural politics, vol. 5, n° 3, p. 277-298, 2009.
- « European self-presentations and narratives challenged by islam : Secular modernity in question », dans Decolonising European sociology, Transdisciplinary approaches, sous la dir. d’Encarnación Gutiérrez-Rodríguez, Manuela Boatca et Sérgio Costa, Aldershot, Ashgate, 2010.
- « The civilizational, spatial, and sexual powers of the secular », dans Varieties of secularism in a secular age, sous la dir. de Michael Warner, Jonathan Vanantwerpen et Graig Calhoun, Harvard University Press, 2010.
- « Manifestations of the religious-secular divide : Self, state, and the public sphere » dans Comparative secularisms in a global age, sous la dir. de Linell E. Cady et Elizabeth Shakman Hurd, Palgrave Macmillan, 2010.
- Musulmans au quotidien. Une enquête européenne sur les controverses autour de l'islam, Paris, La Découverte, 2015, 294 p. (Traduit en anglais, polonais, allemand et turc)

## Prix et distinctions
Chevalière de la Légion d'honneur, 2014
- « Ambassador of the New Europe », 2017, Centre de la solidarité européenne (Solidarnosc)[6]
- Prix pour la Culture Méditerranéenne, section « Société Civile Giustino Fortunato », 2018, Fondation Carical